# Parafia Ewangelicko-Augsburska w Piszu
Parafia Ewangelicko-Augsburska w Piszu – luterańska parafia w Piszu, należąca do diecezji mazurskiej Kościoła Ewangelicko-Augsburskiego w RP. Mieści się przy placu Ignacego Daszyńskiego.
Parafia piska obejmuje swoim zasięgiem powiat piski, powiat ełcki, powiat łomżyński, powiat kolneński oraz powiat grajewski.

## Historia

### Pisz

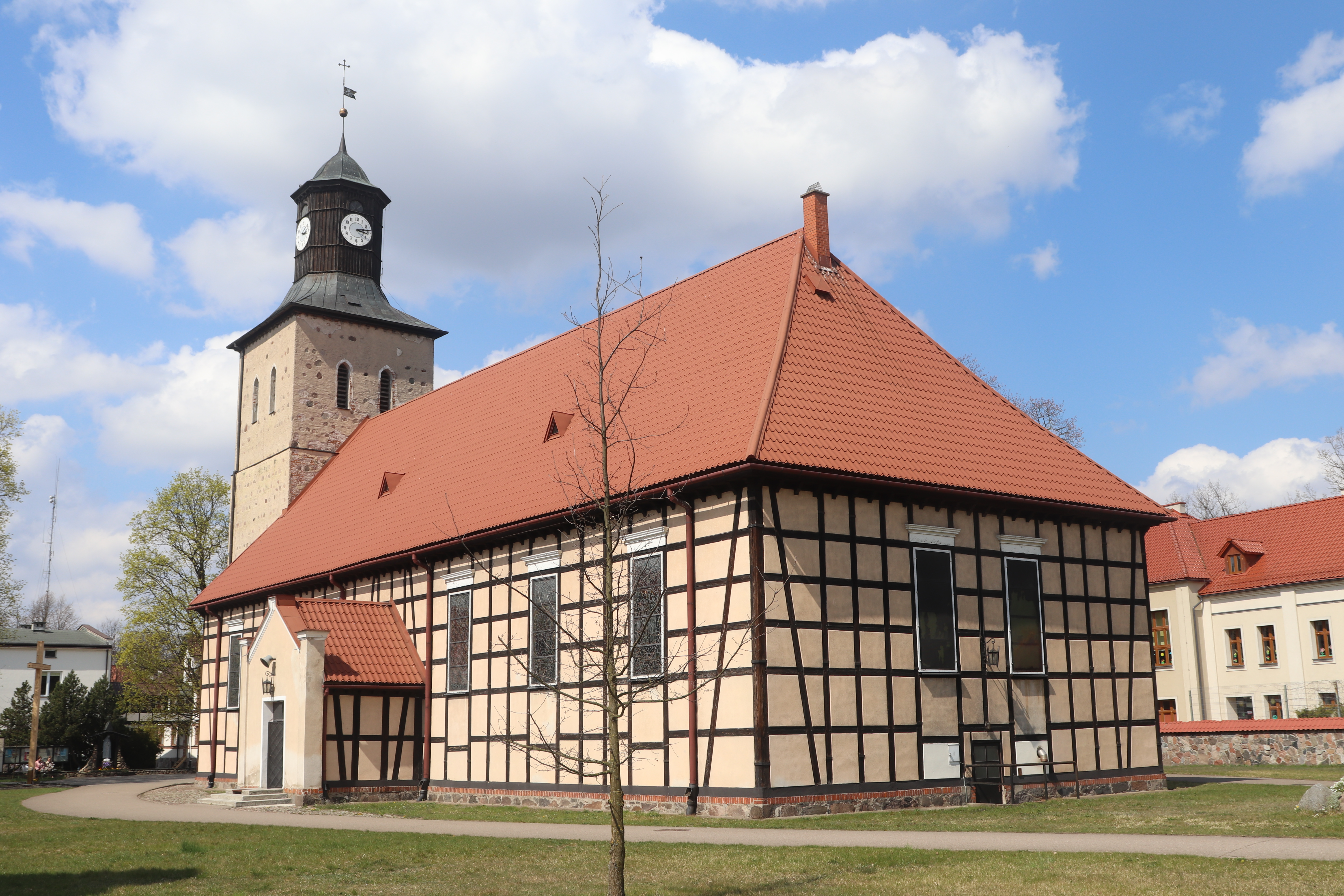
Dawny kościół ewangelicki w Piszu

#### Początki parafii i okres do XX wieku
Reformacja dotarła na teren Pisza kilka lat po wystąpieniach Marcina Lutra w 1517. Zaczęto wówczas prowadzić ewangelickie nabożeństwa. W 1525 na terenie Prus protestantyzm został ogłoszony religią państwową, a kościół w Piszu stał się świątynią ewangelicką. Odbywały się tam początkowo również msze katolickie. W 1528 Pisz z okolicami wszedł w skład ewangelickiego biskupstwa Pomezanii. Pierwsi luterańscy duchowni zostali skierowani do miasta w 1530.
W 1547 stanowisko proboszcza objął Marcin Gloss, będący profesorem Akademii Krakowskiej. W trakcie jego kadencji założona została polska szkoła ewangelicka. W 1567 Pisz stał się częścią superintendentury ełckiej.
Na początku XVIII wieku wzrosła rola parafii, powołano tutaj Urząd Główny, a w 1715 inspektorat z tytułem superintendenta.
W latach 1710–1725 w parafii pełnił posługę ks. Wilhelm Tyszko, będący autorem postylli oraz współautorem polskiego kancjonału. W 1751 miasto przeszło pod administrację biskupstwa Samlandii podległego konsystorzowi z siedzibą w Królewcu.
W XVIII wieku w parafii dominował język polski. W niedziele i święta odbywało się kilka nabożeństw po polsku i niemiecku, przeważały jednak posługi polskojęzyczne. Nabożeństwa tygodniowe prowadzone były w poniedziałki i piątki tylko w języku polskim, to samo tyczyło się nauki katechizmu Lutra, która miała miejsce w niedzielne przedpołudnia. W XVII i XVIII językiem polskim posługiwała się większość duchownych oraz członków parafii. Dopiero XIX władze kościoła rozpoczęły działania zmierzające do ograniczenia użycia polszczyzny w czynnościach kościelnych.
Po wprowadzeniu unii jednoczącej kościoły luterański i reformowany, zmieniona została liturgia. W 1830 nabożeństwa zostały przeniesione do Turośli ze względu na zły stan piskiej świątyni. W 1843 wybudowany został kościół św. Jana Chrzciciela w Piszu.
Dzięki nowej organizacji struktury kościelnej w końcu XIX wieku z parafii w Piszu zostało wyłączonych kilka wiejskich zborów, które utworzyły samodzielne parafie.

#### Czasy po II wojnie światowej
Po II wojnie światowej kościół został zajęty przez napływową ludność katolicką. Nabożeństwa ewangelickie prowadzone były początkowo w sali w ratusza, następnie w siedzibie Szkoły Podstawowej nr 1, a ostatecznie świątynią zboru stała się kaplica urządzona w budynku parafialnym. Doszło również do znacznego zmniejszenia się odsetka ludności ewangelickiej w mieście na skutek ewakuacji ludności przed frontem, a później wysiedleń. Parafia weszła w skład diecezji mazurskiej Kościoła Ewangelicko-Augsburskiego w RP. Członkami parafii piskiej stali się też wierni zlikwidowanej parafii ewangelickiej w Łomży
W 1947 zbór pozyskał pierwszego po zakończeniu wojny proboszcza-administratora. Był to przybyły tu na przełomie października i listopada 1947 ks. Bertold Rückert. Zamieszkał w budynku, w którym znajdowała się też kaplica parafialna.
Według statystyki z 1949 parafia liczyła 1047 wiernych. Do 31 października 1954 stanowisko proboszcza-administratora pełnił ks. Rückert, a następnie objął je ks. dk. Otton Hintz, pracujący w parafii do końca czerwca 1969. Po nim od 10 lipca 1969 administratorem został ks. Edmund Schmidt, a niecały rok później posługę duszpasterską zaczął tu sprawować ks. Henryk Sikora. Był organizatorem biwaków młodzieżowych, które połączone były z naukami konfirmacyjnymi.
W 1970 parafia liczyła 200 wiernych. Ich liczba stale malała, a apogeum wyjazdów było związane z akcją łączenia rodzin i emigracją do RFN. W 1976 miały miejsce kolejne masowe wyjazdy zborowników do RFN, a w maju 1977 ks. Sikora złożył rezygnację ze stanowiska proboszcza, po czym również wyjechał na zachód. Do kwietnia 1978 administrację sprawował ks. senior Paweł Kubiczek. Wtedy duszpasterzem parafii został ks. Krzysztof Rej, a w parafii było 120 członków. Był on inicjatorem budowy Domu Spotkań. Następcą ks. Reja został w czerwcu 2004 ks. Paweł Szwedo, a od września 2008 - ks. Marcin Pysz.
7 marca 2009 w budynku parafialnym zainaugurowano działalność Środowiskowego Domu Samopomocy Parafii Ewangelicko-Augsburskiej w Piszu. W tym samym roku działalność funkcjonowanie stacja diakonijna. W 2010 zainaugurowano wydawanie miesięcznika parafialnego Piski ewangelik, a także zawiązano Ewangelickie Stowarzyszenie Betel, zajmujące się działalnością charytatywną. Według stanu na rok 2010 parafia liczyła 138 wiernych.
19 sierpnia 2012 dotychczasowy administrator parafii ks. Marcin Pysz decyzją rady parafialnej został powołany na stanowisko proboszcza i wprowadzony w urząd 7 października 2012 przez biskupa Rudolfa Bażanowskiego.
W styczniu 2019 na pierwszego wikariusza w parafii po II wojnie światowej został mianowany ks. Piotr Uciński, pełniący praktykę w zborze od lutego 2018. Stanowisko wikarego sprawował do 30 czerwca 2019.
W latach 2016–2019 prowadzona była rozbudowa budynków parafii, poświęconych 24 maja 2019 przez biskupa ks. Jerzego Samca w asyście biskupa Pawła Hause oraz innych duchownych.

### Filiały

#### Biała Piska

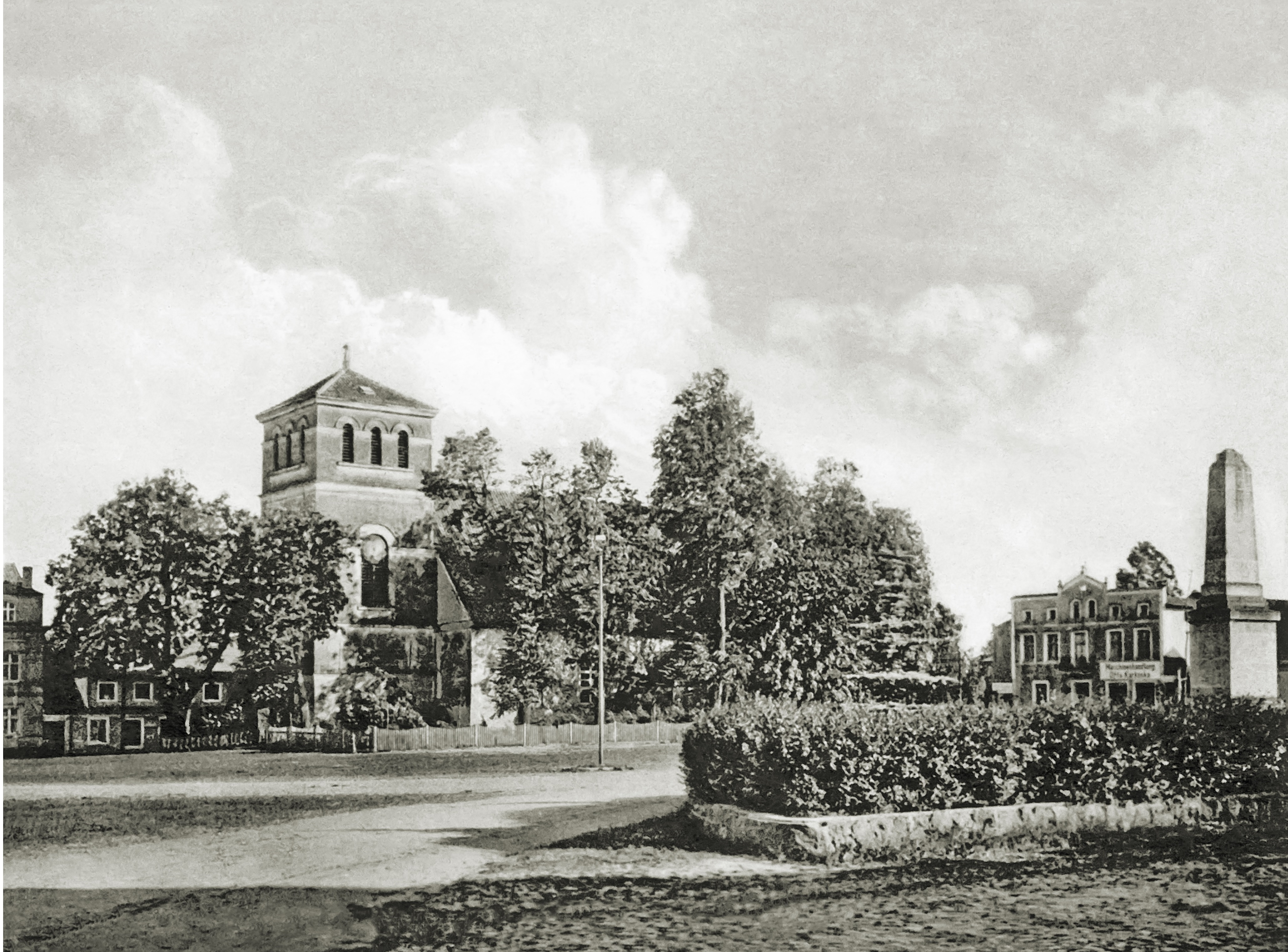
Dawny kościół ewangelicki w Białej Piskiej w II poł. lat 30. XX wieku

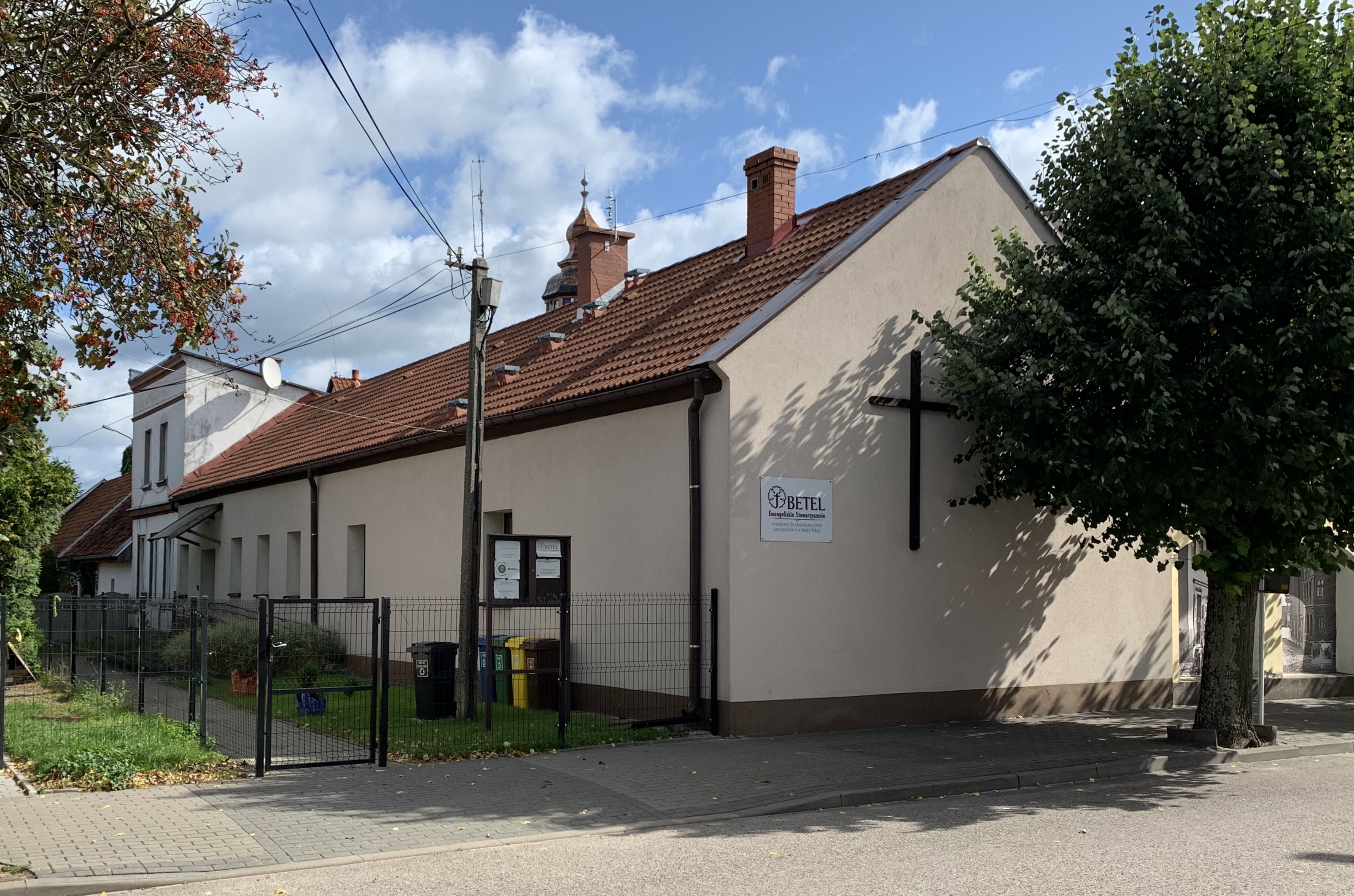
Obecna kaplica ewangelicka w Białej Piskiej

Ewangeliccy duszpasterze rozpoczęli działalność w Białej Piskiej w 1531. Pierwszym proboszczem miejscowej parafii luterańskiej został ks. Georg Landmesser, który ustąpił jednak ze stanowiska w 1532, kiedy to przez biskupstwo wydane zostało pismo potępiające anabaptyzm. W 1579 powołany został w parafii urząd drugiego duchownego.
Do 1715 Biała Piska wchodziła w skład Okręgu Kościelnego Ełk (Kirchenkreis Lyck). Następnie aż do 1945 należała do Okręgu Kościelnego Ełk (Kirchenkreis Johannisburg) w strukturach Prowincji Kościelnej Prus Wschodnich Ewangelickiego Kościoła Unii Staropruskiej.
Na miejscu dotychczasowej świątyni w latach 1756–1763 został wybudowany nowy kościół. Funkcję proboszcza w okresie 1765–1773 pełnił ks. Johann Christoph Szurmiński.
Według danych z 1890 parafia liczyła 6200 wiernych, z czego 4300 Polaków i 1900 Niemców.
Do przedwojennych duchownych parafii należeli ks. Eduard Rudolf Paul (1894-1905), ks. Karl Rausch (1897-1916), ks. dr. Johannes Behm (1905-1926), ks. Werner Lehmbruch (1921-1926), ks. Walter Horn (1926-1928), ks. Ernst Link (1927-1929) i ks. Heinrich Heldt (1929-1945).
W 1925 parafia posiadała 5911 członków, którzy zamieszkiwali miasto oraz 19 pobliskich miejscowości. W 1937 liczba wiernych wynosiła 5765, a poza Białą Piską obejmowała ona 14 innych wsi. W samym mieście było wówczas 2091 ewangelików (inne wyznanie deklarowało jedynie 79 mieszkańców). Parafia utrzymywała dwóch proboszczów.
Proboszcz Heinrich Held przeciwstawiał się hitleryzmowi i należał do Kościoła Wyznającego. Razem z małżonką zmarł w wyniku działań wojennych podczas wkroczenia Armii Czerwonej do miasta w 1945.
Po II wojnie światowej w 1945 dotychczasowy kościół ewangelicki został przejęty przez katolików. Opieką duszpasterską miejscowych luteran objął ks. Włodzimierz Missol, a następnie dojeżdżał tu diakon Edward Szendl z parafii w Ukcie. Pierwsze powojenne nabożeństwo diakon poprowadził w Białej 4 września 1946 w sali przygotowanej do tego celu przez magistrat. Obiekt ochraniał milicjant z uwagi na zebrany pod salą tłum wykrzykujący wyzwiska w stronę zebranych wiernych i chcący uniemożliwić prowadzenie nabożeństwa.
Według stanu z grudnia 1946 do parafii należało 344 zadeklarowanych i 350 niezadeklarowanych wiernych. Plebania, dom parafialny i zabudowania gospodarcze były spalone, a ziemię będącą własnością parafialną zawłaszczył ksiądz katolicki. Wobec zajęcia budynku kościoła przez katolików, parafia ewangelicka nie miała stosownego miejsca do prowadzenia nabożeństw, które odbywały się nadal w sali udostępnionej przez magistrat, mieszczącej ledwie połowę wiernych chętnych do udziału w nabożeństwach.
Nabożeństwa były prowadzone następnie przez ks. Władysława Pilcha z parafii w Mikołajkach, a z dniem 15 października 1947 administrację nad parafią objął ks. Bertold Rückert z parafii w Piszu. Nabożeństwa w Białej Piskiej prowadził w nieregularnych terminach w budynku dawnej szkoły rzemieślniczej przy placu Mickiewicza, przejętym na rzecz miasta i oddanym parafii przez Przedsiębiorstwo Gospodarki Komunalnej i Mieszkaniowej. Obiekt ten przekształcono na kaplicę. Luteranie mieli w nim do użytku dwie nieduże sale.
W 1951 parafia liczyła 780 członków. Do 31 października 1954 administrował nią ks. Rückert, a następnie funkcję tę przejął ks. Otton Hintz. W 1967 parafia w Białej Piskiej utraciła samodzielność i została stacją kaznodziejską parafii piskiej. Od 1 lipca 1969 przez rok wiernymi bialskimi opiekował się ks. Edmund Schmidt. Miejscowy zbór liczył wówczas 70 członków. Następnie duszpasterzem w Białej został ks. Henryk Sikora, pełniący funkcję od 1970 do 21 maja 1977, kiedy to administracją nad stacją kaznodziejską przeszła do ks. seniora Pawła Kubiczka, a do Białej kierowani byli studenci teologii. Od 1 kwietnia 1978 obsługą bialskich wiernych zajmują się kolejni proboszczowie parafii piskiej.
Do 2013 nabożeństwa w kaplicy w Białej Piskiej sprawowane były w co drugą niedzielę. Od tego czasu prowadzone są jedynie w święta, a miejscowi wierni w niedziele dowożeni są do Ełku lub Pisza.
1 grudnia 2014 budynek mieszczący kaplicę przekazany został Ewangelickiemu Stowarzyszeniu Betel, które w 2015 powołało Powiatowy Środowiskowy Dom Samopomocy.

#### Ełk

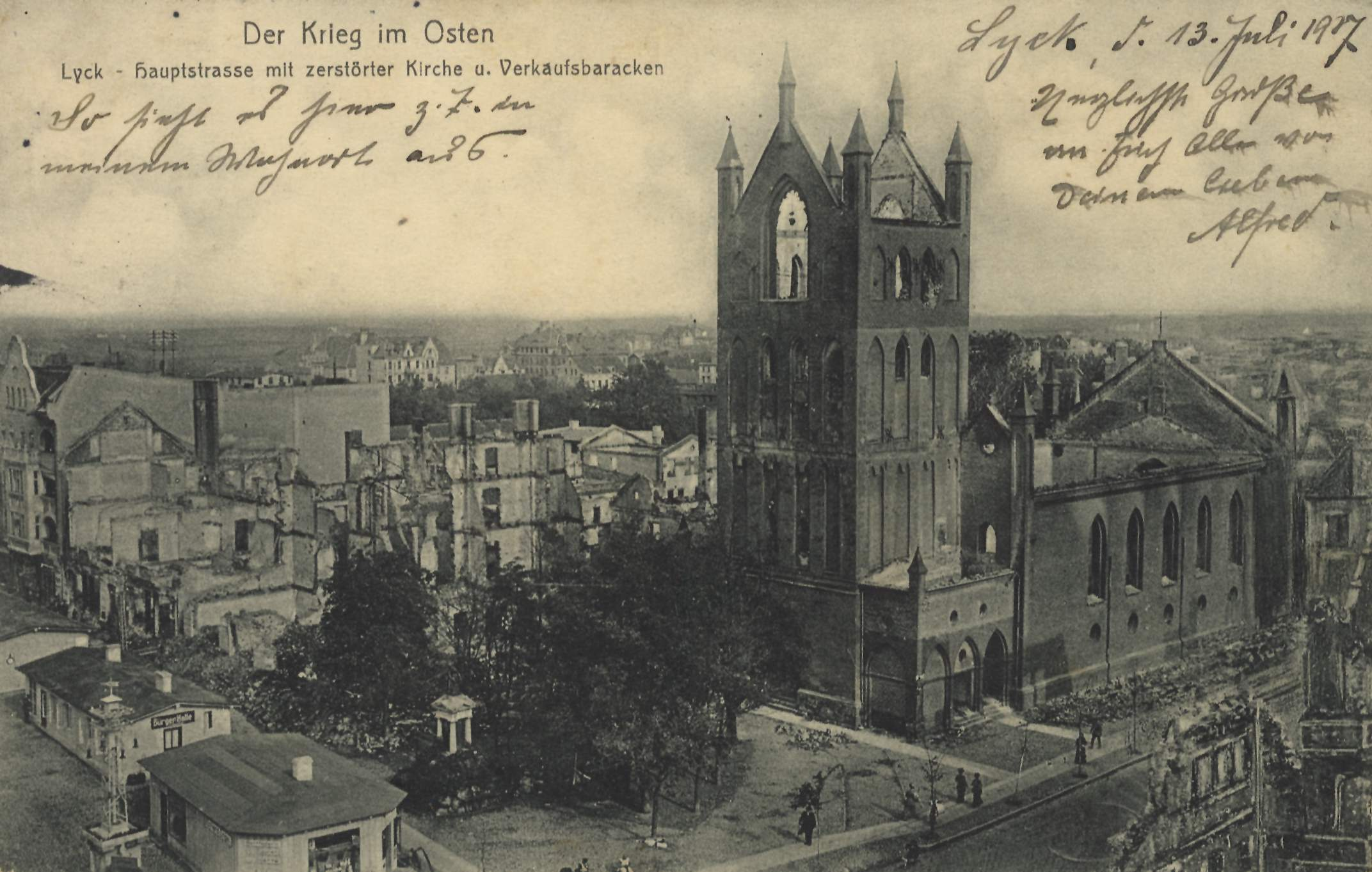
Dawny kościół ewangelicki w Ełku, 1917

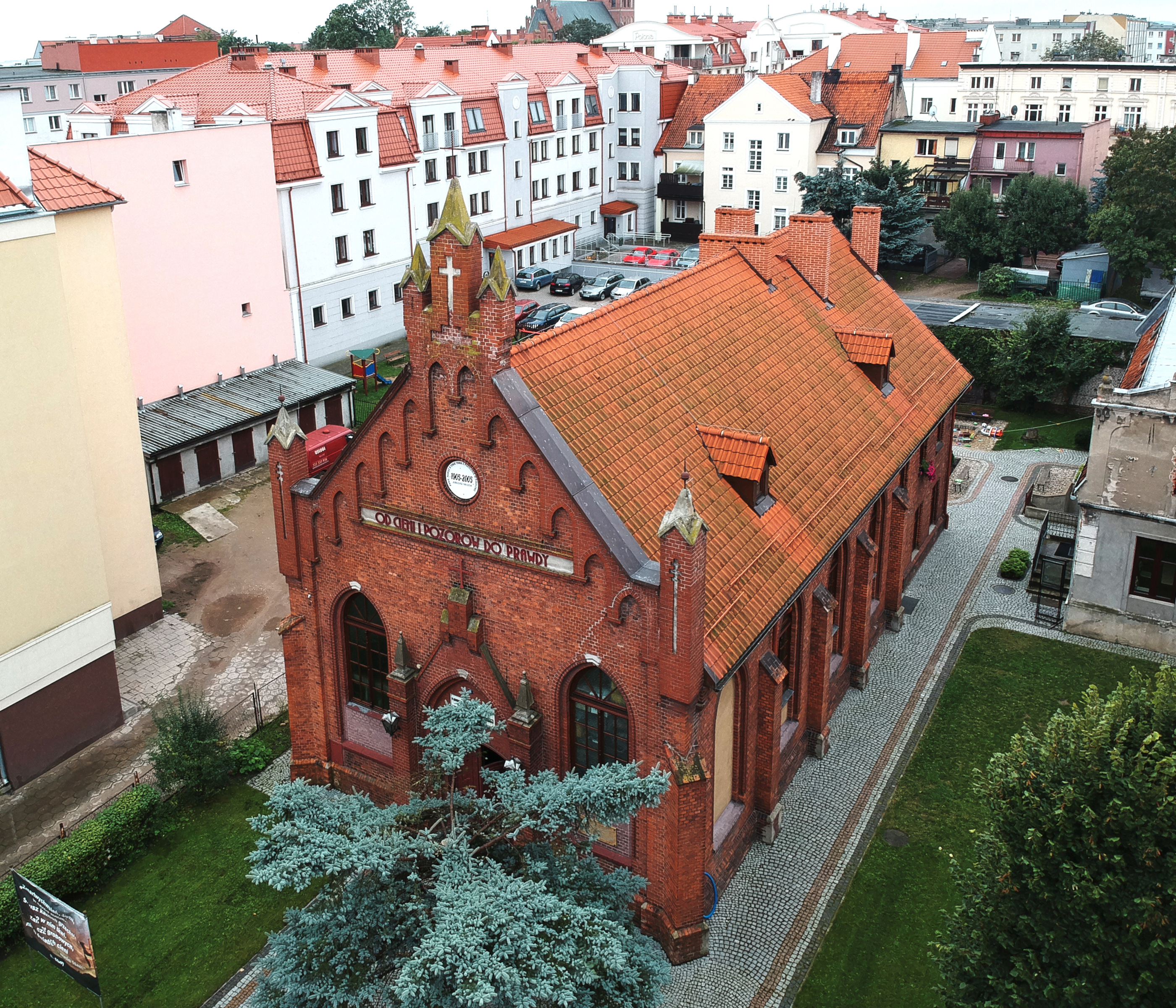
Kościół Chrześcijan Baptystów w Ełku, na przełomie 1955-1956 miejsce pierwszych nabożeństw ewangelickich od zakończenia II wojny światowej

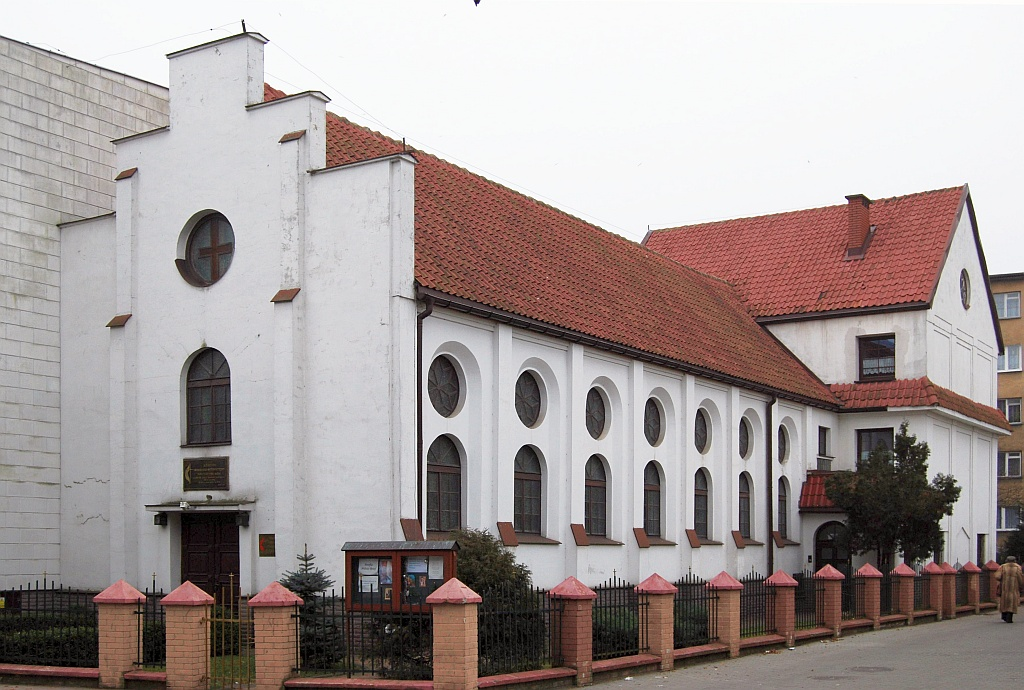
Dawna gromadkarska kaplica i dom parafialny przy ul. Słowackiego, miejsce prowadzenia nabożeństw ełckiego zboru ewangelickiego w latach 1956-1976

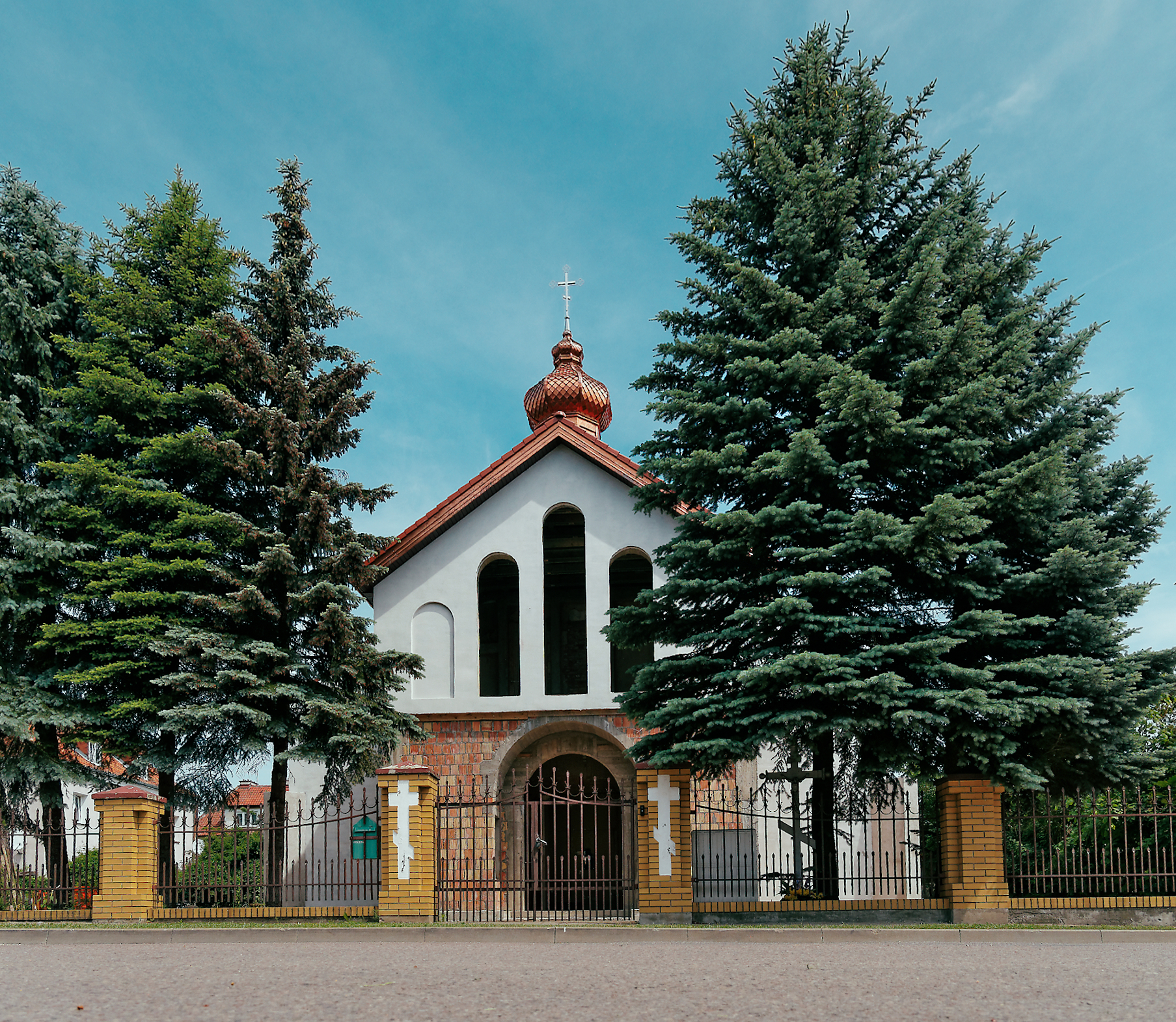
Empora cerkwi prawosławnej w Ełku była miejscem luterańskich nabożeństw w latach 1976-1994

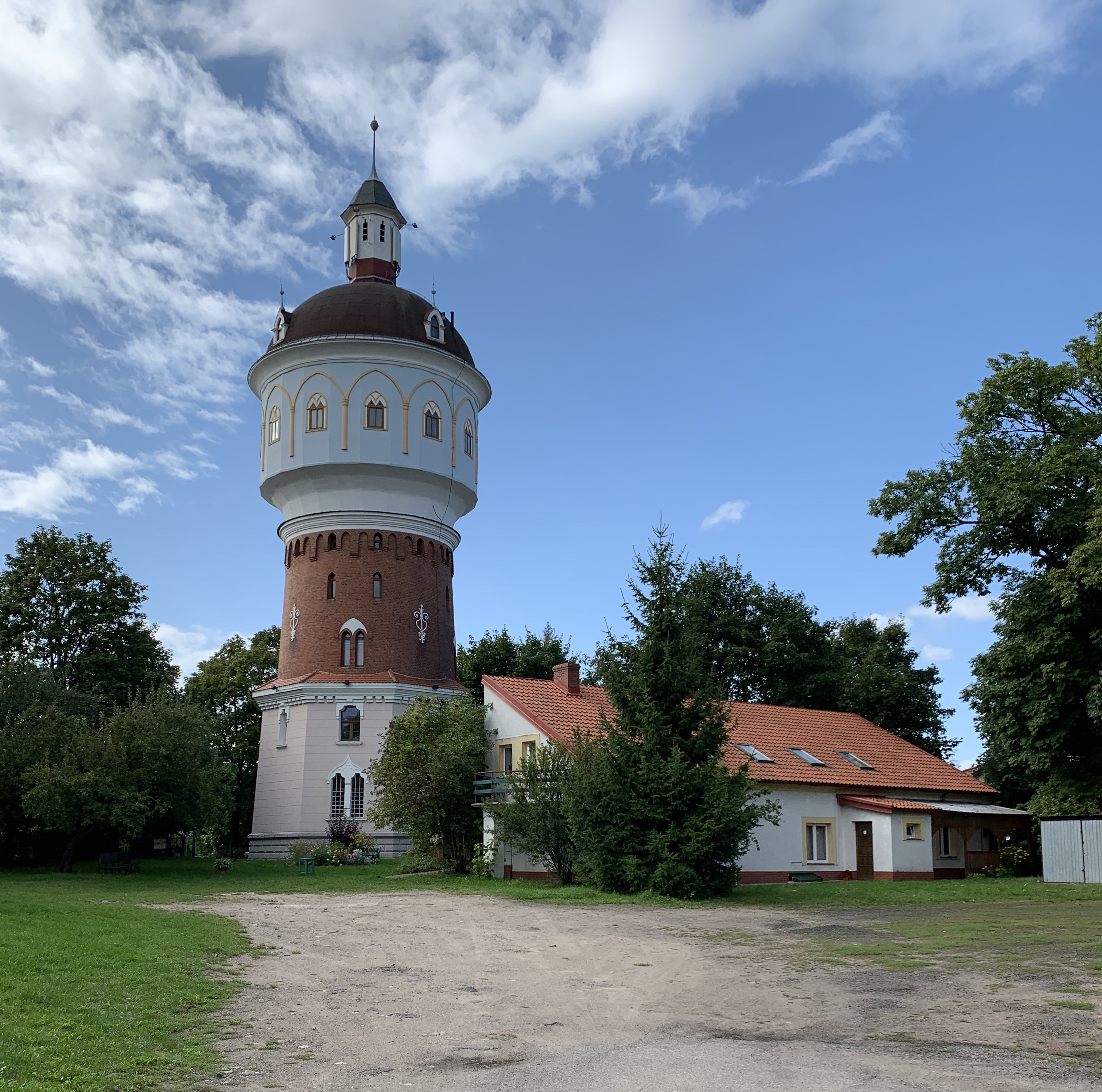
Siedziba Stowarzyszenia Mniejszości Niemieckiej „Mazury” w Ełku, gdzie nabożeństwa odbywają się od 2010

Ełk pozostawał jednym z najprężniejszych ośrodków luteranizmu na terenie Mazur. W 1536 roku do miasta przybył Jan z Sącza, który został zaproszony przez księcia Albrechta Hohenzollerna. Jan był pierwszym ewangelickim księdzem w mieście, prowadził również drukarnię. W latach 1547–1551 wybudowano kościół, który spłonął jednak w 1651. Po raz kolejny został zniszczony 11 października 1656, kiedy wojska tatarskie splądrowały miasto. Po odbudowaniu spłonął ponownie 19 marca 1688 podczas pożaru Ełku.
Na miejscu poprzedniej świątyni wybudowano w latach 1845–1850 nowy kościół ewangelicki. W 1905 powstała również kaplica gromadkarzy na 250 osób oraz przyległy do niej budynek zborowy.
Kościół uległ zniszczeniu podczas I wojny światowej, odbudowano go w latach 1922-1924. W 1925 do miejscowej parafii należało 17 000 wiernych. Działała stacja diakonijna, dom opieki, dom dla sierot i dla dziewcząt. Parafia prowadziła też inną działalność charytatywną oraz duszpasterską.
Do 1945 Ełk pozostawał siedzibą Okręgu Kościelnego Ełk (Kirchenkreis Lyck) w Prowincji Kościelnej Prus Wschodnich Ewangelickiego Kościoła Unii Staropruskiej.
Kościół ewangelicki w Ełku został po II wojnie światowej przejęty przez katolików, a kaplica gromadkarzy w 1947 – przez metodystów. Nabożeństwa ewangelickie na terenie miasta nie odbywały się. Do ich wznowienia przystąpiono w 1955. Ksiądz Edward Busse z parafii w Mrągowie został wówczas upoważniony przez seniora diecezji ks. Edmunda Friszke do prowadzenia rozmów w tej sprawie z Referatem do Spraw Wyznań przy Prezydium Miejskiej Rady Narodowej. 23 listopada 1955 grupa 14 osób skierowała się do ks. Bussego z prośbą o poprowadzenie luterańskiego nabożeństwa w Ełku. Wobec braku odpowiedniego miejsca, zwrócono się do parafii metodystycznej o użyczenie kaplicy, co spotkało się jednak z odmową. Swój kościół udostępnił więc zbór Kościoła Chrześcijan Baptystów. Nabożeństwo odbyło się 18 grudnia i wzięło w nim udział 40 osób.
10 stycznia 1956 przez Prezydium Naczelnej Rady Kościoła Ewangelicko-Augsburskiego w PRL ks. Busse został od 1 kwietnia 1956 mianowany proboszczem-administratorem reaktywowanej parafii ewangelicko-augsburskiej w Ełku. Jeszcze 23 stycznia 1956 złożył on wniosek podpisany przez 55 wiernych w celu przydzielenia miejsca na prowadzenie nabożeństw do Prezydium Wojewódzkiej Rady Narodowej w Białymstoku, zwracając uwagę na zajęcie wszystkich dawnych budynków parafii przez inne związki wyznaniowe oraz posiadanie przez zbór metodystyczny w zajmowanym przez niego dawnym kompleksie gromadkarskim dwóch kaplic oraz kilku mieszkań. Proszono o przyznanie luteranom jednej z tych kaplic oraz pokoju na kancelarię.
Kolejne nabożeństwo w udostępnionym gościnnie kościele baptystycznym odbyło się 18 grudnia 1955 i obecnych na nich było około 60 wiernych. Następne nabożeństwo 29 stycznia 1956 zgromadziło około 70 osób. Organizacja dalszych nabożeństw była jednak utrudniona, ponieważ w kościele tym, oprócz baptystycznych i ewangelickich, odbywały wówczas się także nabożeństwa miejscowej wspólnoty prawosławnej.
Sala nabożeństw i pokój kancelaryjny w budynku zborowym przyległym do dawnej kaplicy gromadkarskiej przy ul. Słowackiego został udostępniony parafii ewangelickiej w dniu 5 kwietnia 1956 na mocy postanowienia Wydziału do Spraw Wyznań w Białymstoku. Relacje między sąsiadującymi zborami ewangelickim i metodystycznym nie należały do przyjaznych.
Do maja 1956 pastorem parafii metodystycznej był ks. Edward Małłek, który został wtedy pozbawiony prawa działalności duszpasterskiej. Zwrócił się on 7 stycznia 1960 z prośbą do ks. biskupa Andrzeja Wantuły o podjęcie pracy w Kościele Ewangelicko-Augsburskim. Od stycznia do września 1962 jako świecka osoba poprowadził kilka nabożeństw słowa w kaplicy luterańskiej w zastępstwie miejscowego księdza. Nie był on osobą duchowną ani świeckim pracownikiem kościoła, w związku z czym posługę pełnił bez wynagrodzenia i nie miał prawa udzielania Sakramentu Ołtarza oraz prowadzenia spowiedzi.
Według informacji ks. Bussego z 1957 do parafii należała stacja kaznodziejska w Chełchach, jednak w 1962 białostocki Wydział do Spraw Wyznań nie zgodził się na jej działalność.
W 1958 do ełckiego zboru należało 47 członków.
20 sierpnia 1962 podpisana została umowa dzierżawy budynku plebanii przy ul. Słowackiego, co umożliwiło zamieszkanie duchownego w Ełku. W związku z tym od października 1962 skierowano tutaj na stanowisko wikariusza ks. Jerzego Drzewieckiego. Administracją ełckiej parafii zostały objęte parafie w Olecku oraz Białymstoku wraz z filiami, a od 1 stycznia 1964 – stacje kaznodziejskie w Baniach Mazurskich i w Gołdapi. Ksiądz Drzewiecki obsługiwał więc poza Ełkiem zbory w Baniach Mazurskich, Białymstoku, Gołdapi, Olecku, Orzyszu, Okartowie i Suwałkach.
Wikariusz pracował w parafii do końca czerwca 1962. Od 1 sierpnia tego roku administrację nad nią objął ks. Otton Jaworski. W wyniku reorganizacji sieci parafialnej, od 1 stycznia 1968 Ełk został siedzibą parafii, której podległe były stacje kaznodziejskie w Białymstoku, Gołdapi, Olecku i Suwałkach. Sam zbór w Ełku (bez podległych mu filii) liczył wtedy około 100 wiernych.
Od lutego 1971 administrację nad parafią przejął proboszcz parafii w Mikołajkach, ks. Władysław Pilch. W związku z brakiem duchownego na miejscu liczba wiernych parafii ełckiej zaczęła się zmniejszać, dlatego ks. senior Paweł Kubiczek zwracał się z prośbami do Konsystorza o przydzielenie jej własnego księdza.
Na mocy decyzji Wydziału do Spraw Wyznań przy Urzędzie Wojewódzkim w Białymstoku z dnia 13 września 1974 własnością parafii luterańskiej stał się kościół i plebania przy ul. Słowackiego. Urząd Wojewódzki nakazał parafii przeprowadzenie niezbędnych remontów budynku z uwagi na jego zły stan techniczny, jednak nie był on możliwy do sfinansowania przez nielicznych miejscowych wiernych, a zabiegi ks. Pilcha w celu pozyskania funduszy na przeprowadzenie prac sprowadzały się jedynie do próśb o środki skierowanych do Konsystorza. Duchowny nie był chętny przeprowadzeniu remontu, chciał rozebrania jednego z budynków lub jego sprzedania.
1 lipca 1975 administracja nad ełcką parafią została przekazana ks. Januszowi Jaguckiemu z parafii w Giżycku. Zbór ełcki posiadał wtedy około 50 członków. W piśmie z października 1975 skierowanym do biskupa Wantuły informował, że nabyciem kaplicy oraz domu parafialnego, w którym znajdowały się wtedy dwa mieszkania zajęte przez osoby spoza parafii, salka katechetyczna, będąca jednocześnie pokojem gościnnym oraz druga kaplica, jest zainteresowane Przedsiębiorstwo Usług Turystycznych w Ełku. Zwracał uwagę, że z powodu potrzebnych nakładów finansowych na remonty, niemożliwych do sfinansowania przez zbór, powinno się wyrazić zgodę na sprzedaż. W kaplicy sprawowane były również nabożeństwa parafii metodystycznej.
Zgoda Konsystorza na sprzedaż budynków w Ełku została wyrażona w lipcu 1976, a w październiku tego samego roku administrator parafii ks. Jagucki podpisał umowę na korzystanie przez zbór z kaplicy należącej do ełckiej parafii prawosławnej, gdzie ewangelicy mogli prowadzić nabożeństwa na emporze.
W 1982 w związku z decyzją Zgromadzenia Parafialnego nastąpiło przeniesienie siedziby Parafii Ewangelicko-Augsburskiej w Ełku ze stacjami kaznodziejskimi w Suwałkach i Gołdapi do Suwałk i zmiana nazwy na Parafię Ewangelicko-Augsburską w Suwałkach, której filiałami zostały Ełk i Gołdap. Powodem tej decyzji był fakt, że Suwałki posiadały własny kościół, a także trzy razy więcej wiernych niż w Ełku, gdzie zbór wynajmował jedynie część prawosławnej kaplicy. Suwałki otrzymały własnego proboszcza w 1987, którym został ks. Piotr Sitek i odtąd zbór ełcki został objęty jego opieką duszpasterską.
Od 1990 parafia prawosławna zaczęła wymagać coraz wyższych opłat za korzystanie z jej świątyni, a w październiku 1994 doszło do podpisania wspólnoty ołtarza i ambony między Kościołem Ewangelicko-Augsburskim w RP a Kościołem Ewangelicko-Metodystycznym, więc z chwilą tą ks. Sitek postanowił o zakończeniu prowadzenia nabożeństw luterańskich w Ełku, a miejscowy zbór został objęty duszpasterstwem prowadzonym przez metodystów i uczestniczył w nabożeństwach prowadzonych przez ich parafię. W 2005 filiał w Ełku został oficjalnie zamknięty na mocy decyzji Konsystorza.
W związku z niezadowoleniem części luteran z przynależności do parafii metodystycznej, w 2010 ełcka ewangelicka placówka duszpasterska został otwarta ponownie jako filiał Parafii Ewangelicko-Augsburskiej w Piszu, a opiekunem miejscowych wiernych został proboszcz tej parafii, ks. Marcin Pysz. Wobec braku własnej kaplicy, prowadzenie nabożeństw w Ełku wznowiono w lokalu należącym do mniejszości niemieckiej w drugi dzień świąt Bożego Narodzenia w 2010. W tym czasie filiał liczył ok. 50 członków.

#### Wejsuny

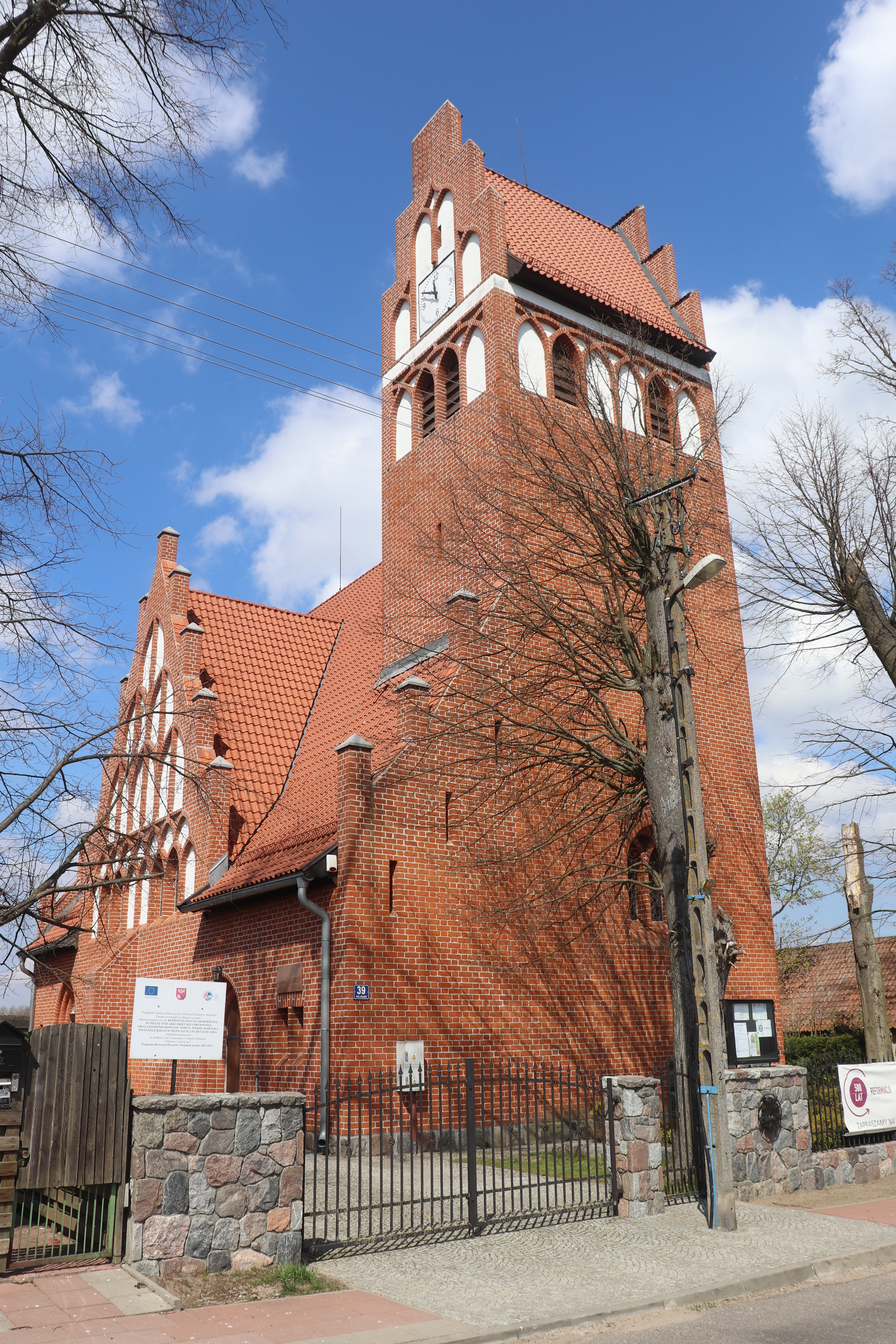
Kościół ewangelicki w Wejsunach

Parafia ewangelicka w Wejsunach została założona w 1898 na podbudowie okręgu duszpasterskiego, który powstał w 1895. Jej pierwszym proboszczem został ks. Heinrich Kull, sprawujący urząd do 1909. Kolejnym duszpasterzem parafii był ks. Rudolf Wiśniewski. W latach 1908–1910 we wsi wybudowano kościół, poświęcony 27 listopada 1910.
Następcą ks. Wiśniewskiego na stanowisku proboszcza został w 1922 ks. Paul Melzer. W 1925 zbór wejsuński liczył 1200 wiernych. Kolejnym proboszczem został w 1932 ks. Ernst Seidler, a następnie w latach 1938–1945 stanowisko to sprawował ks. Erich Albert August Tiedtke.
W 1945 parafia przeszła pod jurysdykcję Kościoła Ewangelicko-Augsburskiego w RP i w 1946 jej działalność została zreorganizowana przez diakona Edwarda Spendla z parafii w Ukcie. Parafia w grudniu 1946 liczyła 300 wiernych zadeklarowanych i 800 niezadeklarowanych, a nabożeństwa prowadzone były co trzy tygodnie. Pierwsza powojenna konfirmacja miała miejsce w 1948. Dwa lata później wierni obronili budynek wejsuńskiej świątyni przed odebraniem parafii przez katolików.
W 1951 do parafii należało ponad 660 członków. W roku tym odbyło się 5 chrztów, 7 pogrzebów oraz konfirmowano 17 osób. Liczba wiernych w parafii cały czas zmniejszała się w wyniku wyjazdów na Zachód.
W 1954 administratorem parafii w Ukcie, Rucianem i Wejsunach został ks. Ryszard Małłek. W tym momencie do parafii wejsuńskiej należało 400 wiernych. W związku z wyjazdem duszpasterza za granicę, w 1959 zarząd nad parafią został przeniesiony do parafii w Szczytnie. Wówczas posiadała ona już jedynie 150 członków. W 1960 przywrócono administrację nad zborem do parafii w Ukcie. W 1961 Wejsuny przyłączono do parafii w Mrągowie, natomiast rok później po raz kolejny powróciły one do Ukty.
Parafia w Wejsunach została w 1968 przekształcona w stację kaznodziejską podległą parafii w Ukcie. Od kwietnia 1970 zbór wejsuński wszedł w skład parafii w Piszu. Czynione były starania o odzyskanie prawa własności do budynku dawnej plebanii, jednak nie przyniosły one rezultatu. W 1987 w Wejsunach było 30 ewangelików.
W 1993 wejsuńska stacja kaznodziejska podległa parafii piskiej została jej filiałem. W 2017 wieś zamieszkiwało około 30 luteran, a miejscowy filiał w 2019 zrzeszał około 40 wiernych.

#### Drygały

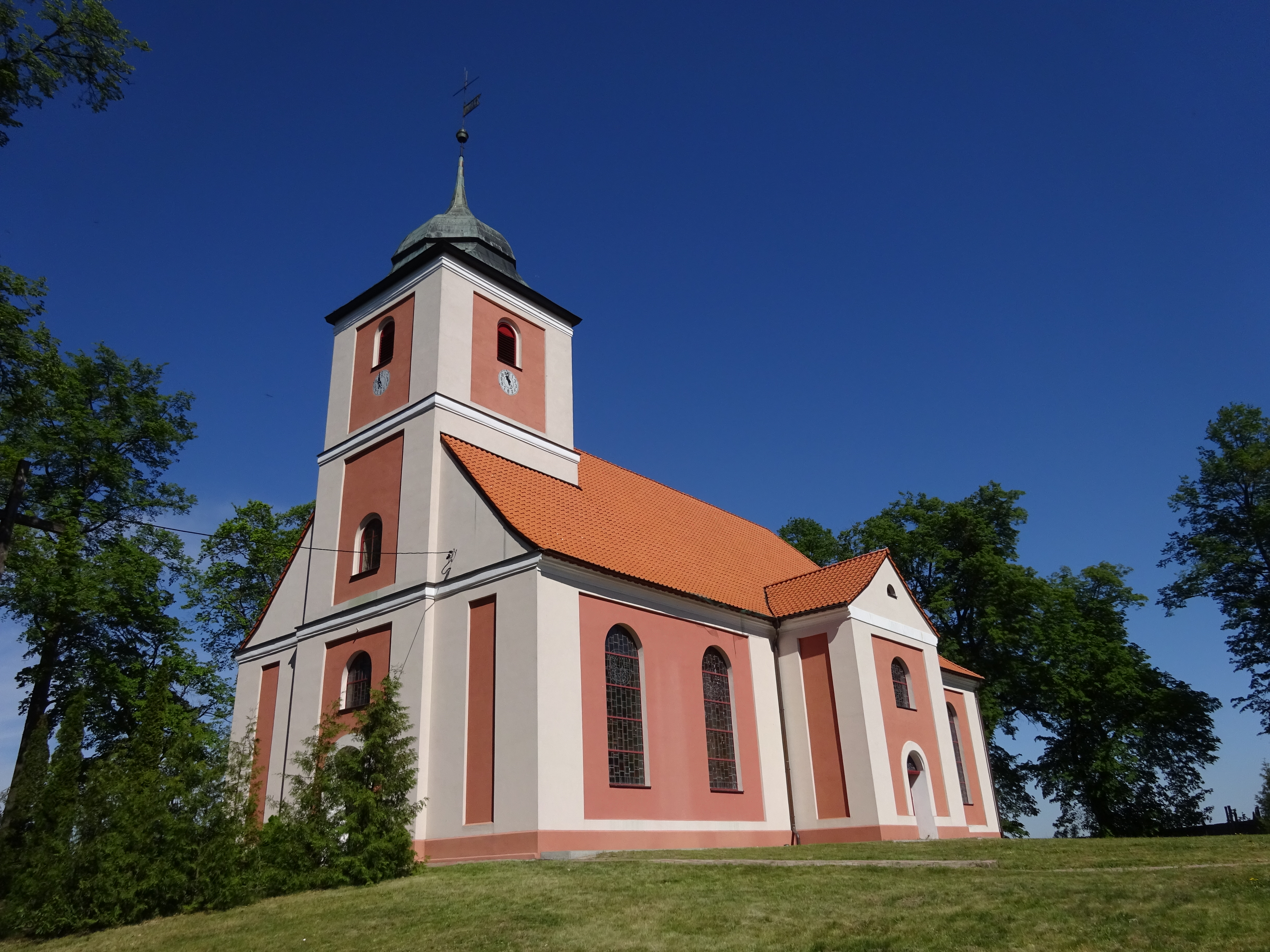
Dawny kościół ewangelicki w Drygałach, obecnie rzymskokatolicki

Ewangelicy w Drygałach korzystali z kościoła, o którym pierwsza wzmianka datowana jest na 1438. 9 października 1656 uległ on spaleniu przez Tatarów będących pod rozkazami króla Jana Kazimierza. Świątynia została odbudowana w 1660, jednak w 1730 została rozebrana i zastąpiona przez nowy kościół, powstały w latach 1731-1734. Na początku XVIII wieku zbudowana została również plebania.
W latach 1885–1909 proboszczem miejscowej parafii pozostawał ks. Otto Carl Julius Meißner. Jego następcą 2 latach 1909-1913 został ks. Heinrich Conrad Skowronski, a kolejnym duszpasterzem zboru był w latach 1913-1933 ks. August Peretsdorff. 
Parafia w latach 20. XX wieku liczyła 4400 wiernych, czynna tutaj była również stacja socjalna. Na terenie przez nią administrowanym działalność prowadziło 10 szkół.
Ostatnim proboszczem parafii pozostającej w strukturach Ewangelickiego Kościoła Unii Staropruskiej był ks. dr Bruno Braczko, sprawujący tę funkcję w latach 1933–1945.
Po zakończeniu II wojny światowej majątek parafii został zajęty przez katolików. Według sprawozdania ks. diakona Edwarda Szendela z parafii w Ukcie, który 4 września 1946 odwiedził Drygały, wokół świątyni porozrzucane były wyciągnięte z niej ławki, które gniły na przykościelnym terenie. Poza kościołem, plebaniami i ziemią uprawną, przejęte zostały dwa domy parafialne, w tym dawny Gemeindehaus, w którym działalność rozpoczęło przedszkole. Wójt zgodził się na zwrot domu parafialnego ewangelikom pod warunkiem oddania przez nich budynku kościoła na rzecz kościoła rzymskokatolickiego, zapewniając, że nigdy nie zwróci świątyni. Tego dnia diakon poprowadził nabożeństwo dla miejscowych wiernych, które odbyło się w prywatnym mieszkaniu jednego z członków zboru i było ono pierwszym od czasu Nowego Roku. Ludność wsi wyznania ewangelickiego pozbawiona była całkowicie opieki duszpasterskiej, nie było osoby do prowadzenia chrztów czy pogrzebów. Po nabożeństwie wybrana została tymczasowa Rada Kościelna, skierowana została również prośba do Konsystorza o przydział księdza do obsługi zboru.
Mienie zboru parafii zostało oficjalnie przekazane katolikom przez władze administracyjne. Wobec braku miejsca do prowadzenia nabożeństw, dzięki interwencji ks. seniora Edmunda Friszke, wójt udostępnił ewangelikom małą kaplicę położoną w budynku Gemeindehaus. Działalność duszpasterska w nowej siedzibie była jednak utrudniona, gdyż parafia dzieliła budynek z przedszkolem, a także miejscem odbywania się częstych zabaw tanecznych.
W październiku 1947 otrzymano pierwszego powojennego stałego duszpasterza, którym został ks. Bertold Rückert z parafii w Piszu. Parafia w Drygałach skupiała wówczas 660 wiernych. Po ks. Rückercie w listopadzie 1954 opiekę nad zborem przejął kolejny piski duszpasterz, ks. diakon Otton Hinz i pełnił ją do czerwca 1969.
W 1961 zbór w Drygałach został zdegradowany do stacji kaznodziejskiej parafii w Piszu i był obsługiwany przez dojeżdżających z niej księży. W lipcu 1969 jednostka liczyła 60 wiernych. 
Według stanu z 1971 ewangelicy dysponowali dwoma salami w budynku dawnego Gemeindehaus, gdzie prowadzone były nabożeństwa. Zbór dzierżawił również tam mieszkania prywatne od Gminnej Rady Narodowej. W tym samym roku niektóre budynków z dotychczas użytkowanych przez Kościół Ewangelicko-Augsburski były przekazywane mu na własność przez władze. W Drygałach zajmowanych pomieszczeń nie pozyskano, w związku z tym miejsca sprawowania nabożeństw były zmieniane, odbywały się one m.in. w siedzibie szkoły. 
W 1978 miejscowy zbór liczył 78 wiernych, liczba ta jednak stale zmniejszała się i w 2004 osiągnęła jedynie 4 osoby. W związku z tym w lutym 2005 na mocy decyzji Konsystorza filiał w Drygałach został zamknięty.

#### Ruciane-Nida

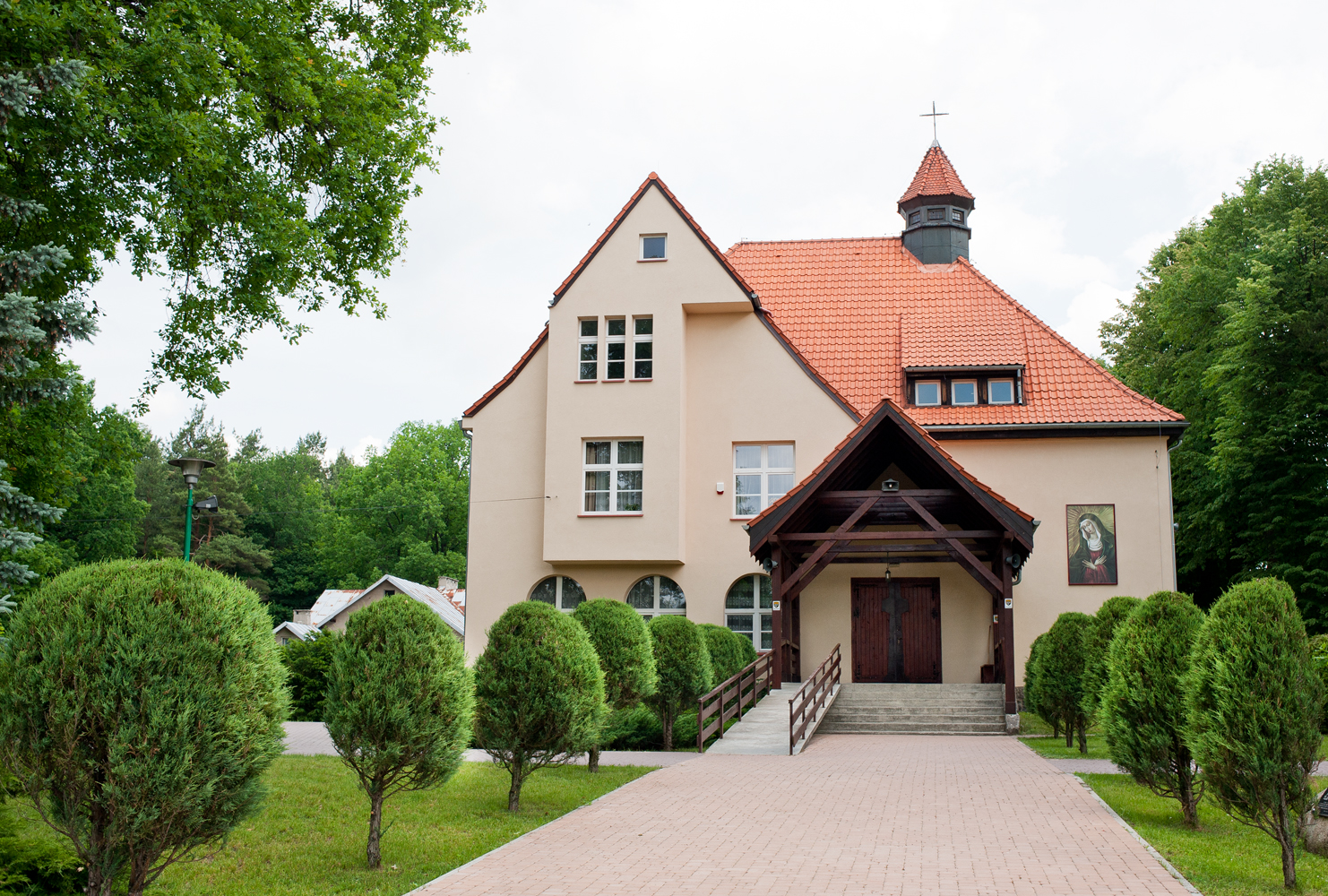
Dawny kościół ewangelicki w Rucianem

Filiał w Rucianem należący parafii ewangelickiej w Ukcie został założony w 1920. Jego świątynią stał się miejscowy kościół ewangelicki (będący domem zborowym z kaplicą), powstały w latach 1912-1913. Do tutejszego zboru należało w latach 20. XX wieku 1500 wiernych, działała stacja diakonijna. Filiał posiadał własnego duszpasterza, rezydującego w Rucianem. Na terenie filiału prowadzone były 4 szkoły.
Budynek zborowy uległ w 1945 zniszczeniu w 35%.
Według informacji dk. Edwarda Szendla z Ukty, w lutym 1946 w Rucianem mieszkało 206 wiernych, a w pobliskiej Nidzie – 134. Wszyscy byli niezadeklarowani z uwagi na złe traktowanie przez zamieszkałych w okolicy katolików – rabunki i przemoc fizyczną. Wobec zniszczenia kościoła, nabożeństwa odbywały się raz na miesiąc w szkole w Nidzie. Po objęciu budynku szkolnego przez nową nauczycielkę 15 maja 1947, zabroniła ona sprawowania tam posług religijnych. Planowano wyremontowanie kościoła z pomocą środków finansowych przekazanych ze Szwecji.
28 maja 1947 dotychczasowy kościół ewangelicki został zajęty przez rzymskokatolickiego biskupa z Olsztyna i poświęcony jako świątynia katolicka. Działanie katolików zostało określone jako zasadne przez starostę mrągowskiego, według niego nie zostały naruszone zasady tolerancji religijnej, starosta przyznał im zarząd i prawo do użytkowania zabranej świątyni na czas nieokreślony w dniu 21 października 1947, co zostało potwierdzone przez Referat Społeczno-Polityczny Starostwa Powiatowego Mrągowskiego we wrześniu 1948. Katolicy już w 1947 rozpoczęli remont budynku.
Po zajęciu kościoła, w 1947 do użytku ewangelików rodzina Kopacz przekazała będącą w ich posiadaniu salę taneczną położoną w Nidzie, którą przekształcono w kaplicę. Po ich wyjeździe budynek przeszedł na własność Skarbu Państwa. Do kaplicy przylegał budynek mieszkalny, w którym otwarta została gospoda.
W 1951 do filiału Ruciane należało 420 wiernych. W 1953 na tle zaboru kościoła doszło do bójek, co skończyło się interwencją prokuratora, jednak sprawa została umorzona.
We wrześniu 1964 senior diecezji ks. Edward Busse zwrócił się z prośbą do Przewodniczącego Prezydium Powiatowej Rady Narodowej w Piszu o udostępnienie innego lokalu na sprawowanie nabożeństw dla filiału z uwagi na to, że z jednej strony obecnej kaplicy znajduje się prymitywny szalet publiczny, a z drugiej strony bar, co nie tworzy odpowiednich warunków do sprawowania nabożeństw. Nie przyniosło to jednak żadnego rezultatu.
W 1965 Edmund Chutowski, prowadzący gospodę, złożył oświadczenie, że będzie ją zamykał podczas nabożeństw i innych uroczystości kościelnych odbywających się w sąsiadującej kaplicy. Było to spowodowane faktem, że zdecydowano o cofnięciu koncesji na sprzedaż tam alkoholu w wyniku uprzedniej interwencji ówczesnego administratora zboru, ks. Jana Gogółki.
31 grudnia 1963 wobec likwidacji samodzielnej parafii w Ukcie i przekształceniu jej w stację kaznodziejską parafii w Mrągowie, zbór Ruciane-Nida został włączony jako stacja kaznodziejska do parafii w Piszu.
Parafia piska uzyskała na własność kaplicę w Nidzie w 1971. Duszpasterz parafii, ks. Henryk Sikora planował przekształcenie jej niewykorzystywanej części na mieszkanie lub pokoje gościnne, jednak nie doszło ich realizacji. Z powodu wyjazdów członków filiału, w 1976 należało do niego jedynie 25 osób.
Z uwagi na zbyt małą liczbę członków zboru, który stanowiło wówczas 5 osób, w 2003 zakończono prowadzenie nabożeństw w kaplicy w Rucianem-Nidzie. Filiał został zlikwidowany w 2006, kiedy działka wraz z kaplicą została sprzedana. Miejscowi wierni dojeżdżają na nabożeństwa do Wejsun, Pisza, Ukty i Mikołajek.

## Współczesność
Proboszczem parafii jest ks. Marcin Pysz. Nabożeństwa w kaplicy w Piszu odbywają się w każdą niedzielę i w święta. Prowadzone są godziny biblijne oraz spotkania młodzieżowe i spotkania dla osób zainteresowanych protestantyzmem.
Ponadto nabożeństwa prowadzone są w filiałach:
- Biała Piska – od 2013 nabożeństwa w kaplicy przy pl. Mickiewicza 28 odbywają się jedynie w święta, na nabożeństwa niedzielne wierni z Białej Piskiej przewożeni są do Pisza lub Ełku dwa razy w miesiącu transportem organizowanym przez parafię[6].
- Ełk – nabożeństwa w co drugą niedzielę i w święta w siedzibie Mniejszości Niemieckiej przy ul. 11-go Listopada 2[19].
- Wejsuny – nabożeństwa w kościele ewangelickim w każdą niedzielę oraz święta[19].

W Piszu działa Ewangelickie Stowarzyszenie Betel, którego założycielem był proboszcz Pysz, a także stacja diakonijna, stacja socjalna oraz prowadzona jest wypożyczalnia sprzętu rehabilitacyjnego. W Białej Piskiej znajduje się Powiatowy Środowiskowy Dom Samopomocy oraz Centrum Integracji Społecznej.